# Estrilda becgrossa de Grant
L'estrilda becgrossa de Grant (Spermophaga poliogenys) és una espècie d'ocell estríldid trobat a Àfrica. S'ha estimat que el seu hàbitat aconsegueix els 350.000 km².
Es pot trobar en la República del Congo, la República Democràtica del Congo i Uganda. El seu estat de conservació segons la Llista Vermella és de baix risc.
El nom comú de l'espècie commemora a l'ornitòleg britànic Claude Henry Baxter Grant.